# Stizocera geniculata
Stizocera geniculata är en skalbaggsart som först beskrevs av Francis Polkinghorne Pascoe 1866.  Stizocera geniculata ingår i släktet Stizocera och familjen långhorningar.
Artens utbredningsområde är Venezuela. Inga underarter finns listade i Catalogue of Life.